# Europapokal der Landesmeister (Handball) der Frauen 1984/85
Am Europapokal der Landesmeister 1984/85 nahmen 25 Handball-Vereinsmannschaften aus 24 Ländern teil. Diese qualifizierten sich in der vorangegangenen Saison in ihren Heimatländern für den Europapokal. Bei der 25. Austragung des Wettbewerbs errang Spartak Kiew durch den Sieg im Finale gegen Titelverteidiger Radnički Belgrad seinen zehnten Titel.

## 1. Runde
|                              | Gesamt  |                           | Hinspiel | Rückspiel |
| ---------------------------- | ------- | ------------------------- | -------- | --------- |
| Stade Français               | 38:30   | RTV 1879 Basel            | 16:10    | 22:20     |
| Helsingør IF                 | 41:33   | Fram Reykjavík            | 21:15    | 20:18     |
| Bækkelagets SK               | 39:43   | Śląsk Wrocław             | 23:19    | 16:24     |
| HC Bascharage                | 19:53   | Niloc Amsterdam           | 11:25    | 08:28     |
| SC Leipzig                   | 83:23   | Wakefield Metros          | 46:11    | 37:12     |
| Lokomotive Mostar            | 68:36   | SSV Forst Brixen          | 37:17    | 31:19     |
| Club Balonmano Iber Valencia | 40:27   | Maccabi Harazim Ramat Gan | 26:14    | 14:13     |
| Arçelik Istanbul             | 30:67   | Știința Bacău             | 14:37    | 16:30     |
| Spartak Kiew                 | [ 1 1 ] | Aris Nikea                | -:-      | -:-       |

1. ↑  Spartak Kiew kam kampflos weiter

Durch ein Freilos zogen TSV Bayer 04 Leverkusen, TJ ZVL Prešov, VIF G. Dimitrow Sofia, Stockholmspolisens IF, Hypobank Südstadt Wien,
Spartacus Budapest und Titelverteidiger Radnički Belgrad direkt in das Achtelfinale ein.

## Achtelfinale
|                              | Gesamt |                        | Hinspiel | Rückspiel |
| ---------------------------- | ------ | ---------------------- | -------- | --------- |
| SC Leipzig                   | 42:39  | Lokomotive Mostar      | 24:15    | 18:24     |
| TSV Bayer 04 Leverkusen      | 43:41  | TJ ZVL Prešov          | 25:14    | 18:27     |
| Stade Français               | 29:60  | Radnički Belgrad       | 15:27    | 14:33     |
| Niloc Amsterdam              | 44:54  | VIF G. Dimitrow Sofia  | 20:23    | 24:31     |
| Stockholmspolisens IF        | 43:40  | Śląsk Wrocław          | 21:19    | 22:21     |
| Club Balonmano Iber Valencia | 35:60  | Hypobank Südstadt Wien | 20:29    | 15:31     |
| Știința Bacău                | 56:53  | Spartacus Budapest     | 29:22    | 27:31     |
| Helsingør IF                 | 29:65  | Spartak Kiew           | 18:33    | 11:32     |

## Viertelfinale
|                         | Gesamt |                       | Hinspiel | Rückspiel |
| ----------------------- | ------ | --------------------- | -------- | --------- |
| Știința Bacău           | 44:45  | Radnički Belgrad      | 22:19    | 22:26     |
| SC Leipzig              | 49:42  | VIF G. Dimitrow Sofia | 24:18    | 25:24     |
| TSV Bayer 04 Leverkusen | 30:45  | Spartak Kiew          | 14:21    | 16:24     |
| Hypobank Südstadt Wien  | 61:29  | Stockholmspolisens IF | 28:10    | 33:19     |

## Halbfinale
|                  | Gesamt |                        | Hinspiel | Rückspiel |
| ---------------- | ------ | ---------------------- | -------- | --------- |
| Spartak Kiew     | 47:35  | SC Leipzig             | 23:18    | 24:17     |
| Radnički Belgrad | 40:37  | Hypobank Südstadt Wien | 19:16    | 21:21     |

## Finale
|              | Gesamt |                  | Hinspiel | Rückspiel |
| ------------ | ------ | ---------------- | -------- | --------- |
| Spartak Kiew | 41:31  | Radnički Belgrad | 23:16    | 18:15     |